# Kenneth Vandendriessche
Kenneth Vandendriessche (6 de agosto de 1991) es un deportista belga que compite en duatlón.
Ganó tres medallas en el Campeonato Europeo de Duatlón de Larga Distancia entre los años 2014 y 2016, y una medalla en el Campeonato Europeo de Duatlón de Media Distancia de 2022.

## Palmarés internacional
| Campeonato Europeo | Campeonato Europeo               | Campeonato Europeo | Campeonato Europeo |
| Año                | Lugar                            | Medalla            | Prueba             |
| ------------------ | -------------------------------- | ------------------ | ------------------ |
| 2014               | Horst aan de Maas (Países Bajos) | Medalla de plata   | Individual         |
| 2015               | Horst aan de Maas (Países Bajos) | Medalla de oro     | Individual         |
| 2016               | Copenhague (Dinamarca)           | Medalla de oro     | Individual         |

| Campeonato Europeo | Campeonato Europeo | Campeonato Europeo | Campeonato Europeo |
| Año                | Lugar              | Medalla            | Prueba             |
| ------------------ | ------------------ | ------------------ | ------------------ |
| 2022               | Alsdorf (Alemania) | Medalla de oro     | Individual         |